# Dolná Seč
Dolná Seč és un poble i municipi d'Eslovàquia que es troba a la regió de Nitra, al sud-oest del país, a prop dels rius Ipoly y Hron (ambdós, afluents esquerres del Danubio) i de la frontera amb la regió de Banská Bystrica.

## Demografia
| Godina             | 1994 | 2004   | 2014   | 2024    |
| ------------------ | ---- | ------ | ------ | ------- |
| Nombre de persones | 420  | 446    | 454    | 566     |
| Diferència         |      | +6,19% | +1,79% | +24,66% |

| Godina             | 2023 | 2024   |
| ------------------ | ---- | ------ |
| Nombre de persones | 558  | 566    |
| Diferència         |      | +1,43% |